# گندمی موسلی
گندمی موسلی (نام علمی: Chlorophytum tuberosum) نام یک گونه از سرده گندمی‌ها است.